# Ceroplastodes melaleucae
Ceroplastodes melaleucae är en insektsart som först beskrevs av Green 1900.  Ceroplastodes melaleucae ingår i släktet Ceroplastodes och familjen skålsköldlöss. Inga underarter finns listade i Catalogue of Life.